# Lijst van voetbalinterlands Kroatië - Rusland
Deze lijst van voetbalinterlands is een overzicht van alle officiële voetbalwedstrijden tussen de nationale teams van Kroatië en Rusland. De landen speelden tot op heden zes keer tegen elkaar. De eerste ontmoeting, een kwalificatiewedstrijd voor het Europees kampioenschap voetbal 2008, werd gespeeld in Moskou op 6 september 2006. Het laatste duel, een kwalificatiewedstrijd voor het Wereldkampioenschap voetbal 2022, vond plaats op 14 november 2021 in Split.

## Wedstrijden
| № | Plaats            | Datum            | Competitie           | Wedstrijd         | Uitslag |
| - | ----------------- | ---------------- | -------------------- | ----------------- | ------- |
| 1 | Moskou            | 6 september 2006 | EK 2008 kwalificatie | Rusland – Kroatië | 0 – 0   |
| 2 | Zagreb            | 6 juni 2007      | EK 2008 kwalificatie | Kroatië – Rusland | 0 – 0   |
| 3 | Rostov aan de Don | 17 november 2015 | Vriendschappelijk    | Rusland – Kroatië | 1 – 3   |
| 4 | Sotsji            | 7 juli 2018      | WK 2018              | Rusland – Kroatië | 2 − 2   |
| 5 | Moskou            | 1 september 2021 | WK 2022 kwalificatie | Rusland – Kroatië | 0 − 0   |
| 6 | Split             | 14 november 2021 | WK 2022 kwalificatie | Kroatië − Rusland | 1 − 0   |

## Samenvatting
| Competitie        | Totaal gespeeld | Winst Kroatië | Gelijk | Winst Rusland | Doelsaldo Kroatië – Rusland |
| ----------------- | --------------- | ------------- | ------ | ------------- | --------------------------- |
| WK-eindronde      | 1               | 0             | 1      | 0             | 2 − 2                       |
| WK-kwalificatie   | 2               | 1             | 1      | 0             | 1 − 0                       |
| EK-kwalificatie   | 2               | 0             | 2      | 0             | 0 − 0                       |
| Vriendschappelijk | 1               | 1             | 0      | 0             | 3 – 1                       |
| Totaal            | 6               | 2             | 4      | 0             | 6 − 3                       |

## Details

### Eerste ontmoeting
| EK 2008 kwalificatie (Moskou, Rusland, 6 september 2006): |       |         |
| Rusland                                                   | 0 – 0 | Kroatië |
|                                                           | goals |         |

### Tweede ontmoeting
| EK 2008 kwalificatie (Zagreb, Kroatië, 6 juni 2007): |       |         |
| Kroatië                                              | 0 – 0 | Rusland |
|                                                      | goals |         |

### Derde ontmoeting
| Vriendschappelijk (Rostov aan de Don, Rusland, 17 november 2015): |       |                                                             |
| Rusland                                                           | 1 – 3 | Kroatië                                                     |
| Fjodor Smolov 14'                                                 | goals | 57' Nikola Kalinić 60' Marcelo Brozović 82' Mario Mandžukić |

### Vierde ontmoeting
| Kwartfinale WK 2018 (Sotsji, Rusland, 7 juli 2018): |                     | |
| Rusland | 2 – 2               | Kroatië |
| Denis Cheryshev 31' Mário Fernandes 115' | goals               | 39' Andrej Kramarić 100' Domagoj Vida |
| Fjodor Smolov Alan Dzagoev Mário Fernandes Sergey Ignashevich Daler Koezjajev | strafschoppen 3 – 4 | Marcelo Brozović Mateo Kovačić Luka Modrić Domagoj Vida Ivan Rakitić                                                                                                  |
| Stanislav Tsjertsjesov | bondscoach          | Zlatko Dalić |
| Igor Akinfeev Mário Fernandes Ilja Koetepov Sergey Ignashevich Fjodor Koedrjasjov Denis Cheryshev 67' Daler Koezjajev Roman Zobnin Aleksandr Golovin 102' Aleksandr Samedov 54' Artjom Dzjoeba 79' | opstellingen        | Danijel Subašić 97' Šime Vrsaljko Dejan Lovren Domagoj Vida 74' Ivan Strinić 63' Ivan Perišić Ivan Rakitić Luka Modrić Ante Rebić 88' Andrej Kramarić Mario Mandžukić |
| Aleksandr Jerochin 54' Fjodor Smolov 67' Joeri Gazinski 79' Alan Dzagoev 102' | wissels             | 63' Marcelo Brozović 74' Josip Pivarić 88' Mateo Kovačić 97' Vedran Ćorluka                                                                                           |
| Joeri Gazinski 109' | gele kaarten        | 35' Dejan Lovren 38' Ivan Strinić 10' Domagoj Vida 114' Josip Pivarić                                                                                                 |

HNS · A-internationals · Selecties · Bondscoaches · Statistieken · Kroatisch vrouwenelftal · Olympisch elftal · Kroatië U21 · Kroatië U20 · Kroatië U19 · Kroatië U18 · Kroatië U17 · Kroatië U16
1940 – 1956 ·
1990 – 1999 ·
2000 – 2009 ·
2010 – 2019 ·
2020 − 2029
EK's: 1996 · 
2000 · 
2004 · 
2008 · 
2012 · 
2016 · 
2020 · 
2024
WK's: 1998 · 
2002 · 
2006 · 
2010 · 
2014 · 
2018 · 
2022
1940 · 
1941 · 
1942 · 
1943 · 
1944 · 
1945–1955 · 
1956 · 
1957–1989 · 
1990 · 
1991 · 
1992 · 
1993 · 
1994 · 
1995 · 
1996 · 
1997 · 
1998 · 
1999 · 
2000 · 
2001 · 
2002 · 
2003 · 
2004 · 
2005 · 
2006 · 
2007 · 
2008 · 
2009 · 
2010 · 
2011 · 
2012 · 
2013 ·  
2014 · 
2015 · 
2016 · 
2017 · 
2018 ·
2019 ·
2020 ·
2021 ·
2022 ·
2023
Albanië ·
Andorra ·
Argentinië ·
Armenië ·
Australië ·
Azerbeidzjan · 
België ·
Bosnië en Herzegovina ·
Brazilië ·
Bulgarije ·
Canada ·
Chili ·
China ·
Cyprus ·
Denemarken ·
Duitsland ·
Ecuador ·
Egypte ·
Engeland ·
Estland ·
Finland ·
Frankrijk ·
Georgië ·
Gibraltar ·
Griekenland ·
Hongarije ·
Hongkong ·
Ierland ·
IJsland ·
Indonesië ·
Iran ·
Israël ·
Italië ·
Jamaica ·
Japan ·
Joegoslavië ·
Jordanië ·
Kameroen · 
Kazachstan ·
Kosovo ·
Letland ·
Litouwen ·
Liechtenstein ·
Mali ·
Malta ·
Marokko · 
Mexico ·
Moldavië ·
Nederland ·
Nigeria ·
Noord-Ierland ·
Noord-Macedonië ·
Noorwegen ·
Oekraïne ·
Oostenrijk ·
Peru ·
Polen ·
Portugal ·
Qatar ·
Roemenië ·
Rusland ·
San Marino ·
Saoedi-Arabië ·
Schotland ·
Senegal · 
Servië · 
Slovenië ·
Slowakije ·
Spanje ·
Tsjechië ·
Tunesië ·
Turkije ·
Wales ·
Wit-Rusland ·
Zuid-Korea ·
Zweden ·
Zwitserland
Argentinië (2018) ·
Argentinië (2022) ·
Australië (2006) ·
België (2022) ·
Brazilië (2006) ·
Brazilië (2014) ·
Brazilië (2022) ·
Denemarken (2018) ·
Duitsland (2008) ·
Engeland (2018) ·
Engeland (2021) ·
Frankrijk (2018) ·
Ierland (2012) ·
IJsland (2018) ·
Italië (2012) ·
Japan (2006) ·
Kameroen (2014) ·
Marokko (2022, 1) ·
Marokko (2022, 2) ·
Mexico (2014) ·
Nigeria (2018) ·
Oostenrijk (2008) ·
Polen (2008) ·
Rusland (2018) ·
Schotland (2021) ·
Spanje (2012) ·
Spanje (2021) ·
Tsjechië (2016) ·
Tsjechië (2021) ·
Turkije (2008) ·
Turkije (2016)
RFS · A-internationals · Bondscoaches · Selecties · Statistieken · Russisch vrouwenelftal · Rusland U21 · Rusland U20 · Rusland U19 · Rusland U18 · Rusland U17 · Rusland U16
1912 – 1914 · 
1992 – 1999 · 
2000 – 2009 · 
2010 – 2019 ·
2020 − 2029
EK 1992** · 
EK 1996 · 
EK 2004 · 
EK 2008 · 
EK 2012 · 
EK 2016 · 
EK 2020
WK 1994 · 
WK 1998 · 
WK 2002 · 
WK 2006 · 
WK 2010 · 
WK 2014 · 
WK 2018
OS 1912
1912 · 
1913 · 
1914 · 
1915–1991 · 
1992 · 
1993 · 
1994 · 
1995 · 
1996 · 
1997 · 
1998 · 
1999 · 
2000 · 
2001 · 
2002 · 
2003 · 
2004 · 
2005 · 
2006 · 
2007 · 
2008 · 
2009 · 
2010 · 
2011 · 
2012 · 
2013 · 
2014 · 
2015 · 
2016 · 
2017 · 
2018 ·
2019 ·
2020 ·
2021 ·
2022 ·
2023 ·
2024 ·
2025
Albanië ·
Algerije ·
Andorra · 
Argentinië ·
Armenië · 
Azerbeidzjan · 
België ·
Bolivia · 
Brazilië ·
Brunei ·
Bulgarije · 
Chili ·
Costa Rica ·
Cuba ·
Cyprus · 
Denemarken · 
Duitsland · 
Egypte ·
Engeland ·
El Salvador ·
Estland · 
Faeröer · 
 Finland · 
Frankrijk · 
Georgië · 
Ghana ·
Grenada ·
Griekenland · 
Hongarije ·
Ierland ·
IJsland ·
Irak ·
Iran ·
Israël · 
Italië ·
Ivoorkust ·
Japan ·
Joegoslavië ·
Kameroen ·
Kazachstan ·
Kenia ·
Kirgizië ·
Kroatië · 
Letland · 
Liechtenstein · 
Litouwen · 
Luxemburg ·  
Malta ·
Marokko · 
Mexico · 
Moldavië · 
Montenegro · 
Nederland · 
Nieuw-Zeeland ·
Noord-Ierland · 
Noord-Macedonië ·
Noorwegen · 
Oekraïne · 
Oezbekistan ·
Oostenrijk · 
Polen ·
Portugal ·
Qatar · 
Roemenië · 
San Marino · 
Saoedi-Arabië · 
Schotland · 
Servië · 
Slovenië · 
Slowakije · 
Spanje · 
Syrië ·
Tadzjikistan ·
Tsjechië · 
Tunesië ·
Turkije ·
Uruguay · 
Verenigde Arabische Emiraten · 
Verenigde Staten ·
Vietnam  ·
Wales · 
Wit-Rusland ·
Zambia · 
Zuid-Korea · 
Zweden · 
Zwitserland
Algerije (2014) · 
België (2014) · 
België (2021) · 
Denemarken (2021) ·
Egypte (2018) ·
Engeland (2016) ·
Finland (2021) ·
Griekenland (2008) ·
Griekenland (2012) ·
Kroatië (2018) ·
Nederland (2008) ·
Polen (2012) ·
Saoedi-Arabië (2018) ·
Slowakije (2016) ·
Spanje (2008, groepsfase) ·
Spanje (2008, halve finale) ·
Spanje (2018) ·
Tsjechië (2012) ·
Uruguay (2018) ·
Wales (2016) ·
Zuid-Korea (2014) ·
Zweden (2008)
** = Onder de naam Gemenebest van Onafhankelijke Staten